# Andoki küllő
Az andoki küllő (Colaptes rupicola) a madarak (Aves) osztályának a harkályalakúak (Piciformes) rendjébe, ezen belül a harkályfélék (Picidae) családjába tartozó faj.

## Rendszerezése
A fajt Alcide d’Orbigny francia zoológus írta le 1840-ben.

## Előfordulása
Argentína, Bolívia, Chile, Ecuador és Peru honos. Természetes élőhelyei a szubtrópusi és trópusi hegyi esőerdők, magaslati bokrosok és füves puszták. Állandó, nem vonuló faj.

## Alfajai
- Colaptes rupicola puna Cabanis, 1883
- Colaptes rupicola rupicola d’Orbigny, 1840[2]

A mai rendszerezés szerint, a korábban alfajnak vélt Colaptes rupicola cinereicapillus-t önálló faji szintre emelték, Colaptes cinereicapillus Reichenbach, 1854 néven.

## Megjelenése
Testhossza 12 centiméter, testtömege 140-200 gramm.

## Természetvédelmi helyzete
Az elterjedési területe nagyon nagy, egyedszáma stabil. A Természetvédelmi Világszövetség Vörös listáján nem fenyegetett fajként szerepel.